# العلاقات البحرينية الصومالية
العلاقات البحرينية الصومالية هي العلاقات الثنائية التي تجمع بين البحرين والصومال.

## مقارنة بين البلدين
هذه مقارنة عامة ومرجعية للدولتين:
| وجه المقارنة                                              | البحرين       | الصومال                        |
| --------------------------------------------------------- | ------------- | ------------------------------ |
| المساحة (كم2)                                             | 765           | 637.66 ألف                     |
| عدد السكان (نسمة)                                         | 1.49 مليون    | 14.74 مليون                    |
| الكثافة السكانية (ن./كم²)                                 | 194.77 ألف    | 23.12                          |
| العاصمة                                                   | المنامة       | مقديشو                         |
| اللغة الرسمية                                             | اللغة العربية | اللغة الصومالية، اللغة العربية |
| العملة                                                    | دينار بحريني  | شلن صومالي                     |
| الناتج المحلي الإجمالي (بليون دولار)                      | 35.31 مليار   | 7.37 مليار                     |
| الناتج المحلي الإجمالي (تعادل القوة الشرائية) بليون دولار | 64.16 مليار   |                                |
| الناتج المحلي الإجمالي الاسمي للفرد دولار أمريكي          | 22.60 ألف     | 549                            |
| الناتج المحلي الإجمالي للفرد دولار أمريكي                 | 45.50 ألف     |                                |
| مؤشر التنمية البشرية                                      | 0.824         |                                |
| رمز المكالمات الدولي                                      | +973          | +252                           |
| رمز الإنترنت                                              | .bh           | .so                            |
| المنطقة الزمنية                                           | ت ع م+03:00   | ت ع م+03:00                    |

## منظمات دولية مشتركة
يشترك البلدان في عضوية مجموعة من المنظمات الدولية، منها:
| علم المنظمة | اسم المنظمة                                 | تاريخ انضمام البحرين | تاريخ انضمام الصومال |
| ----------- | ------------------------------------------- | -------------------- | -------------------- |
|             | الصندوق العربي للإنماء الاقتصادي والاجتماعي | ?                    | ?                    |
|             | يونسكو                                      | 18 يناير 1972        | 15 نوفمبر 1960       |
|             | الأمم المتحدة                               | 21 سبتمبر 1971       | 20 سبتمبر 1960       |
|             | الفريق المعني برصد الأرض                    | ?                    | ?                    |
|             | الاتحاد البريدي العالمي                     | ?                    | ?                    |
|             | جامعة الدول العربية                         | 11 سبتمبر 1971       | 14 فبراير 1974       |
|             | صندوق النقد العربي                          | ?                    | ?                    |
|             | البنك الدولي للإنشاء والتعمير               | 15 سبتمبر 1972       | 31 أغسطس 1962        |
|             | منظمة التعاون الإسلامي                      | ?                    | ?                    |
|             | منظمة حظر الأسلحة الكيميائية                | ?                    | ?                    |
|             | الاتحاد الدولي للاتصالات                    | 1975                 | 28 سبتمبر 1962       |
|             | مؤسسة التمويل الدولية                       | 22 سبتمبر 1995       | 31 أغسطس 1962        |
|             | المركز الدولي لتسوية المنازعات الاستشارية   | 15 مارس 1996         | 30 مارس 1968         |
|             | منظمة الشرطة الجنائية الدولية               | ?                    | ?                    |

## وصلات خارجية
- موقع وزارة الخارجية البحرينية
- موقع وزارة الخارجية الصومالية